# Dodford (Worcestershire)
Dodford – wieś w Anglii, w hrabstwie Worcestershire, w dystrykcie Bromsgrove. Leży 20 km na północny wschód od miasta Worcester i 165 km na północny zachód od Londynu.